# NGC 7243
Az NGC 7243 (más néven Caldwell 16) egy nyílthalmaz a Lacerta (Gyík) csillagképben.

## Felfedezése
A halmazt William Herschel fedezte fel 1788-ban.

## Tudományos adatok
Egy kétszeresen aláhúzott kettesre hasonlít. Elnyúlt halmaz. Kékes, vöröses, sárgás csillagok is előfordulnak benne.
Megközelítőleg 100 millió éves.

## Megfigyelési lehetőség
Egy közepes méretű távcsővel megfigyelhető csillagainak nagy része.